# Dejan Kulusevski
Dejan Kulusevski (makedonsk: Дејан Кулушевски; født 25. april 2000) er en svensk professionel fodboldspiller, som spiller for Premier League-klubben Tottenham Hotspur og Sveriges landshold.

## Baggrund
Kulusevski blev født i Stockholm. Hans forældre kommer fra Nordmakedonien i det daværende Jugoslavien.

## Klubkarriere

### Atalanta
Kulusevski begyndte sin karriere hos IF Brommapojkarnas ungdomsakademi, før han i 2016 skiftede til Atalanta. Han fik sin førsteholdsdebut for Atalanta den 20. januar 2019.

#### Leje til Parma
Kulusevski skiftede til Parma på en lejeaftale i sommeren 2019. Han scorede sit første mål i Serie A den 30. september 2019. Han spillede en imponerende halvsæson i Parma, da han på 17 kampe scorede 4 mål og lavede 7 assists.

### Juventus

#### Skifte til Juventus, og leje tilbage til Parma
Efter hans imponerende halvsæson i Parma, skiftede han til Juventus i januar 2020. Han blev med det samme lejet tilbage til Parma for resten af sæsonen. Efter sæsonen, hvor at Kulusevski endte med 10 mål og 9 assist, blev han kåret til den bedste unge spiller i Serie A for 2019-20 sæsonen.

#### Juventus debut
Kulusevski fik sin debut for Juventus den 20. september 2020, og scorede også sit debutmål i samme kamp.
Kulusevski scorede det ene mål og assisterede det andet, da Juventus vandt 2-1 i Coppa Italia-finalen imod hans gamle klub Atalanta den 19. maj 2021.

### Tottenham
Kulusevski blev i januar 2022 udlånt til Tottenham, med en mulighed for at gøre aftalen permanent. Han havde en fantastisk første halvsæson i England, da han scorede 5 mål og lavede 8 assist i sine første 18 kampe i Premier League.
I juni 2023 blev det annonceret, at Tottenham gjorde skiftet fast, da han skrev en 5-årig aftale med klubben.

## Landsholdskarriere

### Ungdomslandshold
Kulusevski spillede i 2015 5 kampe for Nordmakedoniens U/17-landshold, før han senere på året besluttede at skifte til at repræsenteret hans fødeland, Sverige. Han har herefter repræsenteret Sverige på flere ungdomsniveauer.

### Seniorlandshold
Han fik sin debut for det svenske landshold den 18. november 2019, i en EM-kvalifikationskamp imod Færøerne. Han var del af Sveriges trup til EM 2020.

## Titler
Juventus
- Coppa Italia: 1 (2020-21)
- Supercoppa Italiana: 1 (2020]

Individuelle
- Serie A Bedste unge spiller: 1 (2019-20)
- Guldbollen: 2 (2022-2023)